# Guillermo Briseño
Guillermo Briseño (Ciudad de México, 1945) es un compositor, pianista, guitarrista, cantante, y poeta mexicano.

## Nota biográfica
Guillermo Briseño toca el piano desde la edad de tres años y a los ocho recibe sus primeras lecciones formales (Bach, Schumann y libros de ejercicios). En 1960, a la edad de catorce años, empezó a tocar rock atraído por Floyd Cramer (pianista de Elvis), Little Richard, Jerry Lee Lewis, y Ray Charles entre otros. Inició su carrera como músico en 1961, cuando formó parte del grupo de rock Los Masters. Estudió Ingeniería Química en la UNAM, y al mismo tiempo tocó con varios grupos: Cinco a priori, donde ya se interpretaban sus composiciones, El antiguo testamento y Soul Force con Javier Bátiz.
En 1970 integró el grupo de tendencia funk Cosa Nostra. Con este grupo tocó en Panamá, Nicaragua, Costa Rica, y Honduras. En 1972 Robert "Bumps" Blackwell, el autor de Good golly Miss Molly" (La Plaga en español) y muchas otras piezas fundamentales del rock, quien era también mánager de Little Richard, invita a Cosa Nostra a tocar en Estados Unidos en Illinois, California, y Ohio. Blackwell, su maestro y amigo, fue el mayor observador y crítico del trabajo de Briseño.
En 1975 Briseño regresa a México para consolidar su propio proyecto. Su primer concierto como solista fue en el auditorio de la Facultad de Medicina de la UNAM. A partir de este momento, Briseño se produce frecuentemente en las salas universitarias y centros culturales. En 1976 es invitado a conducir el programa de televisión Musicalísimo del Canal 13. Un año después formó Briseño, Carrasco y Flores con el cual graba el LP Briseño en 1978. Posteriormente se suma Hebe Rosell al grupo. Con esa nueva formación recorre todo el país tocando para la Secretaría de Educación Pública. Viajan a Cuba en una gira por toda la isla. El mismo grupo participa en las grabaciones de los álbumes Canciones de León Chávez Teixeiro (1979) y Fabricando la Luz de Gabino Palomares (1980). En 1980, Briseño, Hebe, Carrasco y Flores graban su único LP, Viaje al espacio visceral, un álbum de rock progresivo tintado con matices de blues y boogie. En este mismo año, Briseño gana el Primer Certamen de Composición del Rock del Museo Universitario del Chopo, organizado por Jorge Pantoja. También en 1980, Briseño es invitado a conducir una nueva serie de televisión llamada De cara al futuro para RTC.
Durante una gira en la ciudad de Monterrey, Briseño grabó en el estudio de Quico Cadena Irreverencias improvisación para siete instrumentos de teclado, y a su regreso a México grabó con Paco Rosas a la consola Ausencias, música para cuatro cartas de amor. El resultado de estas grabaciones fue el disco Ausencias e irreverencias.
En 1984 forma Briseño y el Séptimo Aire con Hebe Rosell, Juan Carlos Novelo, Sabo Romo y Octavio Espinoza "El Sopas". Esta formación publica en 1987 el álbum Está valiendo ... el corazón. De este se desprende la canción, Túnel 29 que trata de la muerte trágica de un fanático en el túnel 29 del estadio olímpico de Ciudad Universitaria durante la final de fútbol Pumas-América en 1985. Esta canción, narrada desde el punto de vista del fan muerto, ha sido una de las canciones más conocidas de Briseño, de una parte por su difusión radiofónica y de otra por la versión que hizo de ella Botellita de Jerez en su álbum Naco es Chido. Otra canción que destaca en este álbum es A Rodrigo (Un aplauso al corazón), homenaje póstumo a Rodrigo González, donde cantan Amparo Ochoa, Betsy Pecanins, Caito, Eugenia León, Hebe Rosell, Margie Bermejo, Tehua, Sabo Romo, y Guillermo Briseño.
Esta canción fue interpretada por primera vez en público en octubre de 1985 como parte de los conciertos intitulados Una razón para juntarnos, en solidaridad y apoyo a las víctimas del terremoto de México de 1985.
En esa misma época Briseño compuso la obra Otros adioses para la Compañía Nacional de Danza que interpreta acompañado por Hebe Rosell en el Palacio de Bellas Artes, por invitación del coreógrafo Marco Antonio Silva.
En 1987, Briseño y Hebe Rosell contribuyeron con música y canciones originales para un programa especial de televisión en el Día del Niño llamado El Pequeño Pirata Sin Rabia. Este programa fue basado en un cuento infantil de Carmen Boullosa escrito en 1985. Se trata de una extraña historia de amor dentro de una aventura de piratas. Alejandro Aura es el recitante del cuento y Briseño y el Séptimo Aire son los intérpretes de las canciones y música. Esta obra fue publicada posteriormente en un álbum ese mismo año. A la salida de Sabo Romo, Jorge Rosell se integra al Séptimo Aire como bajista.
En esa temporada Briseño y el Séptimo Aire animan un programa semanal de televisión difundido llamado Espectáculo de la Ciudad en el Canal 13 donde él funge como anfitrión de otros grupos contemporáneos de rock mexicano. El formato del programa era una mezcla de entrevistas y de interpretaciones en directo. El grupo de Briseño y el invitado tocaban cada uno su repertorio inicialmente y finalizaban por un jam session en común. Fue un programa importante para la escena de rock nacional porque permitió a muchos grupos ser conocidos (y en muchas ocasiones descubiertos) por un público más grande.
Al inicio de los años noventa Briseño disuelve el Séptimo Aire y regresa a los recitales como solista. De esta época data su concierto El Conexionista que pasó a la posteridad en el álbum homónimo, grabado en directo en la Sala Miguel Covarrubias de la UNAM. Briseño preparaba un segundo álbum sobre el mismo concepto de El Conexionista, pero esta vez acompañado por un grupo cuando decide constituir formalmente Briseño y la Banda de Guerra y graba dos álbumes.
En 1990 es invitado a producir y conducir la serie radiofónica Apaga la luz, los domingos por la noche, en Órbita, 105.7 FM, emisora del Instituto Mexicano de la Radio (IMER). Este programa fue difundido durante doce años.
En 1992 es invitado a componer la música para una serie de televisión conmemorativas del encuentro de dos mundos donde el personaje central era la Marigalante reproducción de una de las carabelas en que viajó Cristóbal Colón. En este mismo año, Briseño compone El descubrimiento de Europa música instrumental y poesía que estrena tres años después en Berlín dentro del marco del encuentro internacional por la lucha de las comunidades indígenas chiapanecas.
En febrero de 1994 presenta su obra Romeo y Julieta - Escénas Sinfónicas, interpretada por la Orquesta Filarmónica de la Ciudad de México. Un disco grabado en directo durante estas presentación fue publicado posteriormente en 2000. Esta obra fue originalmente escrita en 1990 para acompañar la puesta en escena de Romeo y Julieta por el Laboratorio de Teatro Campesino e Indígena de México en Nueva York, dentro del Festival Shakespeare y el Festival Latino. La puesta en escena traslada la obra original de Shakespeare al México de 1908, en plena dictadura. La implantación de los trabajadores mayos, forzados a cultivar el henequén en territorio maya, da lugar al conflicto entre Montescos y Capuletos. En la versión de 1990 de Romeo y Julieta de Briseño, solo tocaba el autor acompañado de sus sintetizadores. Posteriormente, la obra fue orquestada e interpretada en público por primera vez en 1994, en la Sala Nezahualcóyotl, dirigida por Eduardo Díaz Muñoz. La obra fue presentada en los Estados Unidos en 1994 y 1996 dirigida por Eduardo García Barrios. En 1998, fue presentada en Xalapa, Veracruz, dentro de un programa que incluía otras dos percepciones del tema de Romeo y Julieta por Prokófiev y Berlioz.
Briseño graba en 1998 un álbum para niños, Quiero ser parte del cuento, con temas orientados a la sensibilización ecológica, la educación sexual y el respeto a los otros. Publica también el álbum De tripas corazón y la antología Verde, Blanco y Colorado que contiene tres discos; trabajo realizado a invitación del maestro Luis González Souza como material de formación política.
En 2003 edita el álbum de blues en español Sangre Azul interpretado por la grande banda Briseño Blues, formada por Briseño, Baby Bátiz, Jorge Rossell, Juan Carlos Novelo, Federico Luna, Rey David Alejandre, Israel Tlaxcalteca, José Gala, Diego Maroto, Jaco González, Irving Flores, Guillermo Velázquez y los Leones de la Sierra de Xichú, y Felipe Souza. El álbum presenta nuevos temas así como reinterpretaciones de algunos de sus viejos temas. Dos temas destacan: Un blues por Marx, donde se fusionan el blues y el huapango arribeño, y Yo sabía que amarse duele, un blues doloroso de 10 minutos sobre el encuentro y la pérdida del amor. Briseño continuo tocando posteriormente este último tema a lo largo de su carrera, solo o en compañía de otros.
En 2004 Briseño compone e interpreta en escena música para el espectáculo dancístico Memoria del principio coreografía de Marco Silva para la UNAM en la Sala Carlos Chávez.
En mayo de 2006, la Secretaría de Cultura de la Ciudad de México inaugura la Escuela de Música del Rock a la Palabra, con Briseño como director. El objetivo de esta escuela gratuita y pública es de responder a la demanda de una formación profesional que permita a los estudiantes desarrollar su capacidad para crear música de calidad, abordando al rock como un medio de expresión artística y no solo como un producto comercial. Entre los profesores, se encuentran músicos que han sido integrantes o exintegrantes de grupos de Briseño. Algunos de los cursos de esta escuela son: voz expresiva impartido por Betsy Pecanins y Gabrielle Guzmán; guitarra por Felipe Souza, Juan Carlos Márquez y Alfredo López; bajo con Alfonso Rosas y Christian Rodríguez; batería con Juan Carlos Novelo y Alejandro Echenique. Armónica Federico Luna, Aproximación a la palabra escrita con Jesús Antonio Rodríguez, teoría musical con Estela Miller y armonía y composición con Jorge Ritter. Briseño imparte el taller "Variaciones sobre la inteligencia" en el que se compone y se escribe.
Otras facetas de la vida artística de Guillermo Briseño incluyen la musicalización de varios documentales y la animación de talleres de rock. Los miembros del taller de la Facultad de Estudios Superiores Zaragoza de la UNAM publicaron en 2006 un primer disco con sus propias composiciones, Variaciones sobre la inteligencia bajo la dirección y participación de Briseño. Actualmente, Briseño anima la emisión radiofónica hebdomedaria A mí que no me cuenten, difundida por Código DF, una radio cultural en línea de la Secretaría de Cultura del Gobierno del Distrito Federal. También realiza el programa semanal en una estación en línea llamada ROCANROLARIO término acuñado por Briseño hace 30 años para una serie radiofónica transmitida por radio 590.
En 2011 publica el disco El Acto del niño para atrás, donde musicaliza textos inspirados de la interacción con su hijo más joven durante sus primeros años de vida. En las mismas palabras de Briseño, se trata de un disco "para su hijo, para niños, y para todos".
En diciembre de 2011 le fue otorgada la medalla al mérito ciudadano en la categoría de ejecución por la Asamblea Legislativa del Distrito Federal.
En 2013 se publica el álbum Suena la Sombra interpretado por Briseño y el Glorioso Magisterio. Este es un grupo derivado de la comunidad de la EMRP (profesores y alumnos) constituido por Briseño, Felipe Souza, Juan Carlos Márques, Christian Rodríguez, Juan Carlos Novelo, Federico Luna, Gabrielle Guzmán, Sofía Maquero, Isabel Becerra, Marisol Portilla, Mariana Janel, Lizeth Santos, Suzet Villalobos, Pamela Chávez, Nayeli Stanfield, Geraldine Ramones, Georgina Equihua, Alán Rubio y Miguel Ponce. Las canciones hablan de mortalidad, de contestación y de esperanza, sin perder de vista el humor y la ironía. Entre estas canciones se encuentran Me siento triste y El mar, dos poemas de Pablo Neruda musicalizados por Briseño.
En noviembre de 2014, la Fonoteca Nacional, en su ciclo Iconos del rock mexicano, entrega un reconocimiento a Guillermo Briseño por su trayectoria en la escena del rock en México, así como por su trabajo como formador de talentos.
En junio de 2015 se presentó en la Fonoteca Nacional el álbum Caricia Urgente - Celebración a la música de Guillermo Briseño, en el que colaboradores históricos y nuevos reinterpretan temas representativas de los primeros 20 años de la carrera de Briseño en tanto que líder o solista (1978 a principios de los años 1990). Participan Andrés Calamaro, Javier Calamaro, Saúl Hernández, Eugenia León, Tania Libertad, Alejandro Lora, Iraida Noriega, Betsy Pecanins, Sabo Romo, Hebe Rosell, Juan Sosa, Juan Manuel Torreblanca, Cecilia Toussaint, y Guillermo Velázquez. El álbum fue producido y arreglado por Juan Sosa y fue realizado con el apoyo del Fondo Nacional para la Cultura y las Artes.
En 2016, Briseño forma junto con cinco cantantes, Nayeli Stanfield, Natalia Marrokín, María Veras Álvarez, Verónica Ruiz, y Marisol Portilla, egresadas de la EMRP, el ensamble Briseño en el azul de las Sirenas. En el mismo 2016, dentro del marco de la campaña Destapa la Verdad, graban el tema  Hay que bajarle para el álbum Dulce Veneno de la EMRP. En octubre de 2017 esta formación contribuye una nueva versión de Un Aplauso al Corazón al proyecto de reconstrucción Tamakepalis de la Unión de Cooperativas Tosepan Titataniske en Puebla.
En 2017 Briseño conforma junto la Maestra y escritora Beatriz Mayer y el escritor Óscar Alarcón el jurado de la primera edición del Concurso de Cuento Breve de Rock Parménides García Saldaña. El Bar Karuzo y Ediciones Ají de Puebla son los organizadores de este concurso.
A partir de agosto de 2018, Briseño comienza a difundir todos los jueves desde su página oficial un programa hebdomadario grabado en directo. Este programa es de formato libre e informal, tanto en nombre, lugar de grabación, duración y contenido. Briseño es libre de compartir anécdotas de su trayectoria artística, declamar poesía, interpretar música solo o con invitados, llevar su público a un concierto, una entrevista o un ensayo, o incluso invitarse a otro programa.
En 2019 para la conmemoración del 10 aniversario de la muerte del poeta Mario Benedetti, Briseño compuso música para el poema “Informe sobre Caricias” presentado en la librería Rosario Castellanos del Fondo de Cultura Económica. Al cumplirse cinco años de la desaparición forzada de los estudiantes de Ayotzinapa, Briseño y la comunidad de la Escuela de Música del Rock a la Palabra entregaron a los padres de los estudiantes el disco “Ayotzinapa, esperanza abierta”.
En el inicio del 2020, León Chávez Teixeiro y Guillermo Briseño presentan el disco “Ya no quedan muchos leones”, que dio lugar a diversas presentaciones.
En el marco de la pandemia por el COVID 19, Briseño es invitado a componer una canción para convocar a las personas a resguardarse del contagio, el resultado es la canción “#Quédate en Casa”. Días después fue invitado por la Secretaria Ejecutiva, Red INNOVAGRO del Instituto Interamericano de Cooperación para la Agricultura - Representación del IICA en México, para componer la canción “Una manzana al cielo” como agradecimiento a la labor de los campesinos.
En 2023 la Lotería Nacional presentó el billete del Sorteo Zodiaco n.º 1606 para reconocer a los Cantautores por México, grandes artistas que han desarrollado a través de sus letras, carisma e histrionismo, una visión musical de la cultura, costumbres y situación social que se vive en nuestro país. Briseño fue uno de los homenajeados.
De septiembre de 2024 a mayo de 2025, Briseño conmemora el 18 aniversario de la Escuela de Música del Rock a la Palabra con una agenda de actividades que dan cuenta de la trayectoria de la comunidad de alumnos, egresados, profesores y aliados

## Apropiaciones irónicas de colofones
En los decenios de 1970 y 1980, con el objeto de promover el disco de vinilo como un artículo cultural y artístico, los discos editados en México portaban la leyenda El Disco es Cultura. Varios discos de Briseño traen una apropiación irónica y contestataria de esta leyenda, tradición que él continuó años después de la substitución del vinilo por el CD. 
- El Disco "ESCULTURA". (Briseño, 1978)
- Este disco aparentemente es redondo pero en el fondo es muy picudo... hasta dicen que es cultura. (Está Valiendo ... el Corazón, 1986)
- EL DISCO no siempre ES CULTURA. (El Conexionista, 1990)
- El disco compacto es cultura compacta y el casete al revés. (Briseño y la Banda de Guerra, 1992)
- Este fonograma es muestra del estado intelectual del autor. (De Tripas Corazón, 1999)
- El disco es el disco, ¿y la cultura? (Romeo y Julieta - Escénas Sinfónicas, 2000)
- Este triple fonograma es muestra del estado civil del autor (Verde, Blanco y Colorado, 2001)
- El disco es cul......tura. (Sangre Azul, 2003)

## Obras concertantes inéditas
Briseño tiene gusto de composición de obras concertantes. Entre las que ya están editadas se pueden mencionar El Árbol de La Noche Triste (Briseño, 1978), Viaje al Espacio Visceral (Viaje al Espacio Visceral, 1981), Romeo y Julieta (Romeo y Julieta, Escénas Sinfónicas, 2000). Esta sección lista obras inéditas, música que no ha salido al mercado.
- Otros dioses
- El descubrimiento de Europa
- Variaciones sobre una esperanza
- Agualuz
- Suyuá
- Memoria del principio

## Discografía

### Sencillos
- Los Masters - Ayúdeme alguien / Linda Patty, Los Masters; Sencillo 45 RPM (Discos Tizoc NS 4504, 1962)
- Los Masters - Bailando el blues / Todos tienen cita menos yo, Los Masters; Sencillo 45 RPM (Discos Tizoc NS 4505, 1962)
- Cuatro Apriori- La verdad (No reply) / Me quemé, Cuatro Apriori; Sencillo 45 RPM (Discos CBS NS 5982 45-0101-13762/45-0102-13763, 1964)

### Álbumes
- Cosa Nostra, Cosa Nostra; LP (Discos RAFF – RF-940, 1971)
- Adopta un árbol, Cosa Nostra; LP (Discos RAFF – RF-972, 1972)
- Somos o no somos / ¿Y tú cómo la vez?, Cosa Nostra; Sencillo (Discos Raff, 1974)
- Salsa Familia! Mr . Cosa y su Cossa Nostra, Cosa Nostra; LP (Discos Taboga 1036, 1974), CD (Discos Taboga - 1036, ?)
- Briseño, Briseño, Carrasco y Flores; LP (1978)
- Viaje al Espacio Visceral, Briseño, Hebe, Carrasco y Flores; LP (UAS; producido en 1980; impreso en 1981)
- Ausencias e irreverencias, Guillermo Briseño; LP (Discos Fotón LPF 057, 1983)
- Está Valiendo ... el Corazón, Guillermo Briseño y el Séptimo Aire; LP y K7 (1.ª edición: Comrock, 1986; 2.ª edición: WEA, 1987), CD (3.ª edición: Producciones P&P, 2016)
- El Pequeño Pirata Sin Rabia, Guillermo Briseño y el Séptimo Aire con Alejandro Aura; LP y K7 (El Aurero, Serie Pa' Chicos, 1987); Texto de Carmen Boullosa y Gabriel Espinosa basado en un cuento de Carmen Boullosa escrito en 1985; Música original y canciones de Guillermo Briseño y Hebe Rosell; En este disco Alejandro Aura cuenta la historia del asalto a la isla de Todoscontos y Briseño y el Séptimo Aire interpretan las canciones.
- El Conexionista, Guillermo Briseño; LP (Ediciones Pentagrama, 1990)
- Briseño y La Banda de Guerra, Briseño y la Banda de Guerra; CD (1.ª edición: Pentagrama y Universidad Autónoma Metropolitana Unidad Iztapalapa, 1992; 2.ª edición: Discos Culebra, 1993)
- Hebe y Briseño, Hebe Rosell y Guillermo Briseño; K7 edición limitada (1992)
- Nada que perder, Betsy Pecanins y Guillermo Briseño; CD (Milan, 1994)
- El Descubrimiento de Europa, Guillermo Briseño; K7 edición limitada (1994)
- Quiero ser parte del cuento, Briseño; CD (I'm Sorry Records/CDDP 1205, 1998; Distribuido por Fonarte Latino)
- De Tripas Corazón, Briseño; CD (I'm Sorry Records, 1999)
- Romeo y Julieta - Escénas Sinfónicas, Orquesta Filarmónica de la Ciudad de México; Compositor: Guillermo Briseño. Transcripción y orquestación: Dimitri Dudin. Grabado en directo en 1994 en la Sala Nezahualcóyotl (UNAM), México; CD (I'm Sorry Records/CDDP 1209, 2000; Distribuido por Fonarte Latino)
- Verde, Blanco y Colorado, Guillermo Briseño, Briseño y la Banda de Guerra; CD (I'm Sorry Records, 2001; Distribuido por Fonarte Latino); Se trata de un álbum triple. Los primeros dos son reediciones de los álbumes El Conexionista (1990) y La Banda de Guerra (1992-1993), respectivamente; el tercero es material original.
- Sangre Azul, Briseño Blues, Con Baby Bátiz, Jorge Rossell, Juan Carlos Novelo, Federico Luna, et al.; CD (Producciones P&P, 2003)
- Variaciones sobre la inteligencia, Taller del rock de Guillermo Briseño; CD (Producciones P&P, 2006)
- El acto del niño para atrás, Guillermo Briseño; CD (Producciones P&P, 2011)
- Suena la Sombra, Guillermo Briseño y el Glorioso Magisterio; CD (Producciones P&P, 2013)
- Caricia urgente. Celebración de la Música de Guillermo Briseño, Reinterpretaciones por otros artistas de temas representativos de los primeros 20 años de la carrera de Briseño en tanto que líder y solista. Producido y Arreglado por Juan Sosa; CD (Sony BMG Music Entertainment México, 2015)
- Ya no quedan muchos leones, León Chávez Teixeiro y Guillermo Briseño; CD (Producciones P&P, 2020)
- De sirenas y otros monstruos, Guillermo Briseño; CD (Ediciones Pentagrama RPCD-724, 2023)

### Otras grabaciones
A través de su carrera, Briseño ha colaborado en grabaciones de otros artistas principalmente como músico (instrumentalista y/o cantante), aunado a veces a un trabajo complementario de productor o ingeniero de audio. La siguiente lista es no exhaustiva; solo toma en cuenta las grabaciones donde Briseño participa como músico. Cuando un álbum ha sido reeditado, solo se indican los datos del primer año de edición.
- Coming Home, Javier Bátiz; LP (Atom/star – LSD 100001, 1971)
- León Chávez Teixeiro/Canciones, León Chávez Teixeiro; LP (Universidad de Sinaloa, 1979)
- Tremendo Alboroto, La Nopalera; LP (Discos Arte – YS-7003, 1979)
- Canciones, Vientos Para Un Nuevo Día; LP (Ediciones Nueva Voz Latinoamericana - LP-JS-14, 1979)
- Fabricando la Luz, Gabino Palomares; LP (Discos Pueblo – P-1047, 1980)
- La Lengua, Los Nakos; LP (Ediciones Nueva Voz Latinoamericana – LP-JS-17, 1980)
- Naftalina II, Naftalina; LP (RCA MKS-2313, 1982)
- ¡Naco es Chido!, Botellita de Jerez; LP (Karussell – LPM 12240, 1986)
- Canciones del íntimo decoro: Ramón López Velarde, Varios artistas; LP (Discos Pentagrama – LPP-113, 1988)
- El baile de las cosas, Carlos Arellano; LP (Ediciones Pentagrama – LPP-149, 1990)
- Prohibido, Francisco Barrios "El Mastuerzo"; CD (BMG, Culebra, La Solitaria, 1995)
- Melodías Inmortales, El Personal; CD (Ediciones Pentagrama - APCD-290, 1996)
- Juntos por Chiapas, Varios artistas; CD (Serpiente Sobre Ruedas/Fundación Artistas Solidarios, publicado y distribuido por PolyGram, 1997)
- De nuevo otra vez, León Chávez Teixeiro (recopilación); CD (Ediciones Pentagrama – PC0139, 1998)
- Esta que habita mi cuerpo, Betsy Pecanins; CD (Milan – MDM 0028, 1999)
- Metromental, Javier Bátiz; CD (Discos y Cintas Denver, 2000)
- Uno persigue el brillo de la vida, Guillermo Velázquez; CD (Ediciones Pentagrama – APCD 469, 2003)
- Crudo, Jarris Margalli & Groovydelics; CD doble en estudio (2008)
- Para ser otra, Hebe Rosell; CD (Producciones P&P, 2008)
- La Chava de la Martín Carrera: León Chavez Teixeiro, Varios artistas; CD (Fonarte Latino CD3FL-1512 , 2010)
- Ciudadana del Mundo, Vol. 2, Eugenia León; CD (Universal Music, 2013)
- Dulce Veneno, Varios artistas; CD y descarga digital (EMRP, 2016). Álbum con todas las canciones contribuidas a la campaña Destapa la Verdad (sensibilación en torno a las bebidas azucaradas y la epidemia de diabetes que se vive en México).
- Ave Phoenix, Betsy Pecanins; CD (2018)
- Indigo, Natalia Marrokín; Descarga digital (2018)
- Ayotzinapa Esperanza Abierta, Varios artistas; CD (EMRP, 2018).
- ¿Qué Dice tu Corazón?, Soultik; Descarga digital (2019). Artista invitado en la pista "En tu Ausencia".

## Filmografía
- Un Toke de Roc. Sergio García Michel (Coproducción de CONTRA LA LUZ, CINE EN VIDEO y la Dirección General de Actividades Cinematográfica de la UNAM, 1988; Reedición en DVD Colección Filmoteca de la UNAM, 2006). Cine Independiente Mexicano. Color, formato Super 8. 102 min. En un segmento, Guillermo interpreta una composición en el piano.
- Betty Rock y El Ultimo Súper Ocho. Sergio García Michel, 1989. Cine Independiente Mexicano. Color, formato Super 8. 27 min. Cortometraje musicalizado por Guillermo Briseño. Esta es la segunda película certificada como cine rupestre de México.
- Rupestre, el documental. Alberto Zúñiga Rodríguez. Coproducción de Asamblea para la Cultura y la Democracia, Sinestesia, CONACULTA,  2014. El movimiento de rock Rupestre en México en la primera mitad de los 80. Entrevista con Briseño.